# Donald Ban Macwilliam (Rebell, † 1215)
Donald Ban Macwilliam (gälisch Domnall mac Uilleim; † vor 15. Juni 1215) war ein schottischer Rebell.

## Herkunft
Donald Ban Macwilliam entstammte der Familie Macwilliam, einer Nebenlinie des schottischen Königshauses, die sich auf König Duncan II. zurückführte. Donald Ban war ein Sohn seines gleichnamigen Vaters Donald Ban Macwilliam, der spätestens seit 1181 den schottischen Thron beansprucht und damit offen gegen König Wilhelm I. rebelliert hatte. Erst 1187 konnte der König die Rebellion niederschlagen, der ältere Donald Ban wurde dabei getötet.

## Rebellion von 1215
Der jüngere Donald Ban unterstützte wahrscheinlich zusammen mit seinem Bruder Guthred die einheimischen irischen Häuptlinge im Kampf gegen die anglonormannischen Eroberer. Wohl aufgrund des vom englischen König Johann Ohneland 1210 nach Irland geführten Feldzugs wurden die Macwilliams von der Insel vertrieben. Donald Ban begleitete seinen Bruder Guthred, als dieser im Januar 1211 mit Unterstützung durch irische Könige und lokale Adlige in Nordschottland landete und eine neue Rebellion gegen König Wilhelm I. begann. Die Rebellion wurde im Sommer 1212 niedergeschlagen. Während Guthred gefangen genommen und hingerichtet wurde, konnte Donald Ban entkommen. 1212 und 1214 griffen die schottischen Magnaten Alan, Lord of Galloway und Thomas, Earl of Atholl die irischen Könige in Ulster an, die Guthred Macwilliam unterstützt hatten. Doch weder diese Angriffe noch der Tod seines Bruders konnten Donald Ban davon abhalten, den Anspruch auf den schottischen Thron aufzugeben. Nach dem Tod von König Wilhelm im Dezember 1214 wollte er wohl die Jugend und Unerfahrenheit des neuen Königs Alexander II. ausnutzen. Unterstützt von dem nordschottischen Adligen Kenneth Macheth, der vermutlich Ansprüche auf das Earldom Ross erhob, und einem namentlich nicht genannten Sohn eines nicht näher bezeichneten irischen Königs begann er im Frühjahr 1215 eine Revolte im nordschottischen Moray. Wahrscheinlich sind die mittelalterlichen Ortsangaben ungenau, denn vermutlich griffen die Rebellen vor allem Unterstützer des Königs im benachbarten Ross an. Die Rebellen erhielten wie bereits 1212 und in den 1180er Jahren vor allem in Nord- und Nordwestschottland Unterstützung, so dass sich die Rebellion auf Caithness und Argyll ausweiten konnte. Unterstützung erhielt Donald Ban von Adligen, die vielleicht weniger seinen Thronanspruch unterstützten, aber eine zu starke Herrschaft der Könige ablehnten.
König Alexander II. war sich noch der Bedrohung durch die Rebellion von Guthred Macwilliam bewusst und widmete der neuen Rebellion seine volle Aufmerksamkeit. Die königstreuen Aufgebote waren aber zunächst gegen die hochmobilen Rebellen, die einen Kleinkrieg führten und aus dem Hinterhalt angriffen, machtlos. Im Juni 1215 zog der König selbst mit einem Heer nach Nordschottland. Unterwegs erreichte ihn jedoch Ferchar Mactaggert, ein gälischer Häuptling aus Ross. Er hatte die Hauptstreitmacht der Rebellen besiegt und präsentierte dem König am 15. Juni die abgeschlagenen Köpfe von Donald Ban und den anderen Führern der Rebellion.

## Folgen
Die Rebellion von Donald Ban konnte überraschend schnell niedergeschlagen werden. Dies hatte mehrere Gründe. Zum einen waren die Angriffe von Alan, Lord of Galloway und Thomas, Earl of Atholl in Irland offenbar nicht vergeblich gewesen, denn die Unterstützung, die Donald Ban aus Irland erhalten hatte, war nicht besonders groß gewesen. Dazu hatte die Krone ihre Stellung in Nordschottland durch den Bau von neuen Burgen verstärkt. Noch König Wilhelm hatte 1214 Earl John of Caithness dazu bewegen können, die bisherige Unterstützung der Macwilliams durch seine Familie zu beenden. Bemerkenswert war auch, dass mit Ferchar Mactaggert ein gälisch-schottischer Häuptling und keine Magnaten mit anglonormannischen Hintergrund die Rebellen besiegt hatten. Das Scheitern der Rebellion von Donald Ban symbolisierte damit auch den politischen Wandel in den Highlands und die gewonnene Stärke der Krone. Ferchar Mactaggert wurde vom König zum Ritter geschlagen. Er wurde in den nächsten Jahren einer der wichtigsten Vertreter der königlichen Gewalt in Nordschottland.
Wahrscheinlich wurden in dem Konflikt mehrere schottisch-gälische Adlige getötet, die die Rebellen unterstützt hatten. Der König vergab ihre Besitzungen an Adlige aus Süd- und Ostschottland. Ein Teil der Besitzungen ging an Malcolm, 5. Earl of Fife und an die Söhne des 1204 verstorbenen Earl of Mar. Der Höfling Thomas of Lundie erhielt Urquhart, und John und Walter Bisset Besitzungen bei Inverness. Die neuen Herren mussten ihre Ländereien teils gewaltsam besetzen und errichteten zu ihrem Schutz Burgen. Dennoch kam es in den 1220er Jahren zu neuen Revolten, unter anderem von Gillescop, einem mutmaßlichen Verwandten von Donald Ban.